# Flávio Costa
Flavio Rodrigues da Costa (ur. 14 września 1906 w Carangola, zm. 22 listopada 1999 w Rio de Janeiro) – brazylijski piłkarz, a po zakończeniu kariery trener. Podczas kariery występował na pozycji napastnika.

## Kariera piłkarska
Karierę piłkarską Flavio Costa spędził w CR Flamengo. W latach 1925–1936 Flavio Costa wystąpił w 126 meczach i strzelił 16 bramek dla Flamengo. Z klubem z Rio de Janeiro zdobył mistrzostwo stanu Rio de Janeiro – Campeonato Carioca w 1927 roku.

## Kariera trenerska
Jeszcze przed zakończeniem kariery piłkarskiej Flavio Costa został trenerem piłkarskim. Karierę trenerską zaczął CR Flamengo w 1934 roku. Trenerem Flamengo był do stycznia 1937. Po krótkiej przygodzie z Santosem FC, 8 grudnia 1938 roku drugi raz został trenerem Flamengo i pełnił do 10 marca 1945 roku. Z Flamengo zdobył czterokrotnie mistrzostwo stanu Rio de Janeiro – Campeonato Carioca w 1939, 1942, 1943, 1944 oraz wygrał Turniej Rio-São Paulo w 1940 roku.
W 1944 roku Flavio Costa został selekcjonerem reprezentacji Brazylii i porwadził ją do 16 lipca 1950 roku. W 1949 roku zdobył z ekipą canarinhos Copa América 1949. W 1950 roku prowadził Brazylię na mistrzostwach świata, które odbywały się na jej stadionach. Brazylia zdobyła tytuł wicemistrzostwo świata, przegrywając w decydującym meczu grupy finałowej z Urugwajem, który był rozegrany w Rio de Janeiro na Maracanie w obecności 200-tysięcznej publiczności. Równolegle z pracą z reprezentacją prowadził Flamengo w 1946 i CR Vasco da Gama, z którym zdobył mistrzostwo stanu Rio de Janeiro – Campeonato Carioca w 1947, 1949, 1950 oraz Klubowy Puchar Ameryki Południowej w 1948 roku.
Potem ponownie trenował CR Flamengo 1951–1952 oraz CR Vasco da Gama, ale nie osiągnął już sukcesów. 13 listopada 1955 na jeden mecz z Paragwajem wrócił na stanowisko selekcjonera Brazylii. Trzecią przygodę z reprezentacją zaliczył w kwietniu 1956 roku, gdy prowadził canarinhos w meczach z reprezentacją okręgu Pernambuco oraz z Portugalią. Łączny bilans jego pracy z reprezentacją Brazylii to 56 meczów, w tym 35 zwycięstw, 9 remisów i 12 porażek, przy bilansie bramkowym 160-60. W 1956 roku Costa opuścił Brazylię i został trenerem FC Porto. Po powrocie do Brazylii trenował Portuguesę, po czym wyjechał do Chile, gdzie trenował CSD Colo-Colo.
W 1960 roku został trenerem São Paulo FC, po czym po raz piąty został trenerem Flamengo z wywalczył mistrzostwo stanu Rio de Janeiro – Campeonato Carioca w 1963 roku. W latach 1965–1966 ponownie trenował FC Porto. Ostatnim przystankiem w jego karierze było Bangu AC, gdzie rozstał się z futbolem w 1970 roku.